# باتريك دنيس
باتريك دنيس (بالإنجليزية: Patrick Dennis)‏ (18 مايو 1921، إيفانستون في الولايات المتحدة - 6 نوفمبر 1976، نيويورك في الولايات المتحدة)؛ كاتب وروائي أمريكي.

## روابط خارجية
- باتريك دنيس على موقع IMDb (الإنجليزية)
- باتريك دنيس على موقع قاعدة بيانات برودواي على الإنترنت (الإنجليزية)
- باتريك دنيس على موقع إن إن دي بي (الإنجليزية)
- باتريك دنيس على موقع قاعدة بيانات الفيلم (الإنجليزية)